# UEFA Best Player in Europe 2014
De UEFA Best Player in Europe werd in 2014 voor de vierde keer door de UEFA georganiseerd. De prijsuitreiking vond plaats op 28 augustus 2014 in Monaco tijdens de loting voor de groepsfase van de Champions League. Uit een shortlist van drie spelers werd door journalisten die zijn aangesloten bij het ESM de Portugees Cristiano Ronaldo verkozen tot winnaar. Ronaldo won in het seizoen 2013/14 met zijn club Real Madrid de Copa del Rey en de Champions League. In het laatstgenoemde toernooi werd Ronaldo topscorer van het toernooi met 17 doelpunten, en scoorde een doelpunt in de met 4-1 gewonnen finale tegen Atletico Madrid.

## Klassement
| # | Speler            | Club           | Stemmen |
| - | ----------------- | -------------- | ------- |
| 1 | Cristiano Ronaldo | Real Madrid    | 25      |
| 2 | Manuel Neuer      | Bayern München | 18      |
| 3 | Arjen Robben      | Bayern München | 9       |

| #  | Speler          | Club            | Stemmen |
| -- | --------------- | --------------- | ------- |
| 4  | Thomas Müller   | Bayern München  | 39      |
| 5  | Philipp Lahm    | Bayern München  | 24      |
| 5  | Lionel Messi    | FC Barcelona    | 24      |
| 7  | James Rodríguez | Monaco          | 16      |
| 8  | Luis Suárez     | Liverpool FC    | 13      |
| 9  | Ángel di María  | Real Madrid     | 12      |
| 10 | Diego Costa     | Atletico Madrid | 8       |

2011 ·
2012 ·
2013 ·
2014